# Tostownica

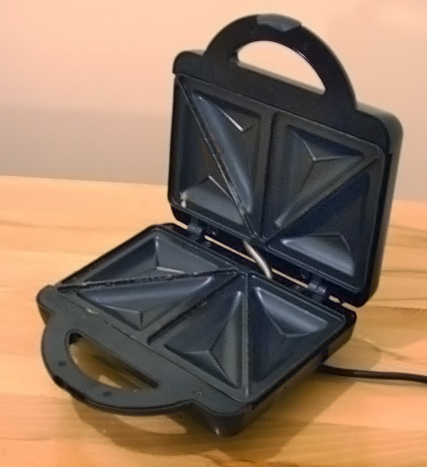
Tostownica

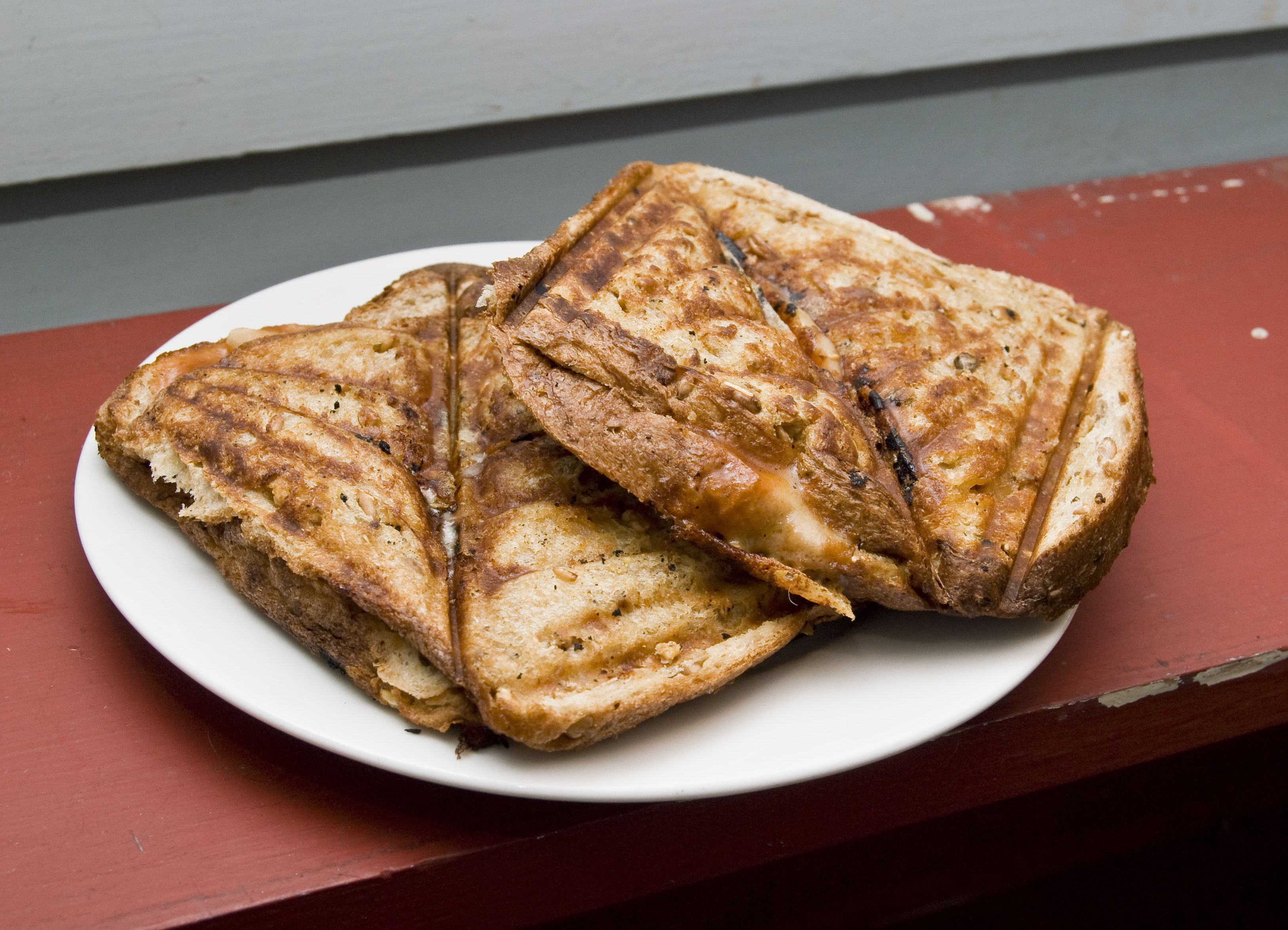
Sandwicze z żółtym serem (i innymi dodatkami) opieczone w tostownicy

Tostownica (opiekacz, opiekacz do kanapek; ang. sandwich toaster) – urządzenie elektryczne służące do obustronnego opiekania kanapek złożonych z dwóch kromek pieczywa tostowego, zazwyczaj dzielące je jednocześnie wzdłuż przekątnej na pół, nadając im w ten sposób kształt trójkątów.
W celu zapobiegania przywieraniu opiekanego pieczywa, stosowane są powłoki teflonowe lub ceramiczne.

## Historia
Tostownicę wynalazł przed 1920 r. Amerykanin Charles V. Champion (1879–1936). 26 maja 1924 r. złożył podanie o uzyskanie patentu na urządzenie o nazwie Tostwich, otrzymując go 3 marca 1925 r.